# Wahshī ibn Harb
Wahshī ibn Harb (in arabo وحشي بن حرب‎?; fl. VII secolo) era il nome di uno schiavo abissino del meccano Jubayr ibn Mut‘im.
Fu lui che, nella battaglia di Uhud uccise nel 625 col suo giavellotto lo zio del profeta Maometto, Hamza ibn ‘Abd al-Muttalib.
La sua vita gli fu risparmiata dal Profeta vincitore, anche se Wahshī fu indotto a tenersi lontano da Maometto da una precisa disposizione del profeta. In qualche modo cercò di farsi perdonare partecipando, dopo essersi convertito, alle guerre esplose nella Penisola araba all'epoca del califfato di Abū Bakr, primo successore politico di Maometto alla testa della Umma. Fu infatti ancora una volta la sua arma, che egli maneggiava con grandissima destrezza, a colpire il "falso profeta" Musaylima, che s'era reso signore dell'intera regione araba della Yamama, nell'omonima battaglia.
Successivamente Wahshi di spostò a vivere a Homs, dove s'era insediata una folta comunità di arabi musulmani originari dello Yemen.